# Koninklijke Beerschot Voetbal en Athletiek Club
Il Koninklijke Beerschot Voetbal en Athletiek Club è stata una società calcistica belga con sede a Anversa attiva per cento anni, dal 1899 al 1999.
Nella sua storia il Beerschot ha conquistato sette campionati e due Coppe belghe. Nel 1999 la società è andata in bancarotta e si è unita al Germinal Ekeren per dare vita al Germinal Beerschot.

## Storia
Il club viene fondato nel 1899 ad Anversa con numero di matricola 13 ed inizialmente molti dei giocatori provengono da una squadra della stessa città, l'Anversa. Nel primo campionato disputato il Beerschot è subito vicecampione, ma retrocede per la prima volta al termine della stagione 1905-1906.
Gli anni venti sono probabilmente il miglior periodo nella storia del club: il Beerschot vince infatti cinque titoli in questo decennio, ed ottiene comunque piazzamenti al vertice nelle altre stagioni; altri due titoli vengono conquistati negli anni trenta. Tra i protagonisti di queste vittorie figurano Raymond e Pierre Braine, Stanley Van Den Eynde, André Fierens, Henri Larnoe e Ivan Thys.
Dopo aver ottenuto dei buoni piazzamenti durante la Seconda guerra mondiale, negli anni cinquanta la squadra ottiene risultati altalenanti; in questo periodo militano in squadra giocatori come Henrik Coppens, che viene premiato nel 1954 come calciatore belga dell'anno e diventa in due occasioni capocannoniere, Jozef Vliers, anch'egli capocannoniere, e Huysmans Constant.
Negli anni sessanta il Beerschot disputa per la prima volta la finale della Coppa del Belgio nel 1968, pur venendo qui sconfitto ai calci di rigore dal Bruges, e partecipa per la prima volta alle competizioni europee nella Coppa delle Fiere 1968-1969.
Si arriva poi agli anni settanta: in questo periodo il Beerschot vince due Coppe nazionali, nel 1971 e nel 1979, e partecipa quindi a due edizioni della Coppa delle Coppe; in un'altra occasione partecipa anche alla Coppa UEFA. Tra i giocatori di questo periodo figurano Juan Lozano, Walter Meeuws, Emmanuel Sanon e Lothar Emmerich, quest'ultimo capocannoniere nel 1970.
Gli anni ottanta non iniziano bene: al termine del campionato 1980-1981 il Beerschot, pur classificato al quindicesimo posto viene retrocesso in seconda divisione. Tornato immediatamente in massima divisione, il club passa tutto il decennio nella metà inferiore della graduatoria, fino ad una nuova retrocessione, avvenuta nel 1990-1991: questa è per la squadra l'ultima stagione nel campionato di vertice. L'anno seguente il club è costretto a ripartire dalla terza divisione, anche se viene prontamente promosso in seconda. Negli anni immediatamente successivi il Beerschot è in grado di lottare per la promozione, ma una nuova retrocessione in terza divisione arriva nel 1998. L'anno seguente va in bancarotta e la matricola numero 13 viene radiata. Pochi mesi dopo si unisce al Germinal Ekeren, facendo nascere il Germinal Beerschot.

## Cronologia dei nomi
- 1900 : Beerschot Athletic Club (Beerschot AC)
- 1925 : Royal Beerschot Athletic Club (R. Beerschot AC)
- 1968 : Koninklijke Beerschot Voetbal en Atletiek Vereniging (K. Beerschot VAV)
- 1991 : Beerschot Voetbal en Atletiek Club (Beerschot VAC)
- 1995 : Koninklijke Beerschot Voetbal en Athletiek Club (K. Beerschot VAC)

## Palmarès

### Competizioni nazionali
- Campionato belga: 7

1921-1922, 1923-1924, 1924-1925, 1925-1926, 1927-1928, 1937-1938, 1938-1939
- Coppa del Belgio: 2

1970-1971, 1978-1979
- Derde klasse: 1

1991-1992

### Competizioni internazionali
- Coppa Intertoto: 1

1978

### Altri piazzamenti
- Campionato belga:

Secondo posto: 1900-1901, 1922-1923, 1926-1927, 1928-1929, 1936-1937, 1941-1942, 1942-1943
Terzo posto: 1902-1903, 1920-1921, 1943-1944, 1952-1953, 1964-1965
- Coppa del Belgio:

Finalista: 1967-1968
- Supercoppa del Belgio:

Finalista: 1979
- Tweede klasse:

Secondo posto: 1981-1982
- Benelux Cup:

Semifinalista: 1958-1959

## Calciatori
- Calciatore belga dell'anno
- 1954  Henrik Coppens

- Capocannonieri del campionato belga
- 1953  Henrik Coppens
- 1955  Henrik Coppens
- 1958  Jozef Vliers
- 1970  Lothar Emmerich

### Vincitori di titoli
Calciatori campioni olimpici di calcio
- André Fierens (Anversa 1920)
- Henri Larnoe (Anversa 1920)
- Auguste Pelsmaeker (Anversa 1920)
- Ivan Thys (Anversa 1920)